# II. Alarik nyugati gót király
II. Alarik vagy Alaricus (458 – 507 nyár vége), 484-től a nyugati gótok királya. Édesapja Eurich király. Hatalma az Ibériai-félsziget és a mai Dél-Franciaország nagy részére terjedt ki. Bár édesapjához hasonlóan ariánus keresztény volt, de megfékezte a katolikusok üldözését, és 506-ban engedélyezte az agdei katolikus zsinatot.

## Élete
Alarik Eurich fiaként született. Galliában és Hispaniában folytatott hadjáratokat, melynek során országának, a tolosai gót királyságnak területét a helyi latin, szvéb, és latinizált őslakosság rovására növelte. Ám gyengeségét mutatja, hogy a frankok elől menekülő Syagriust kiszolgáltatta Klodvignak.
Alarik folytatta apja munkásságát, aki a legkorábbi germán törvénykönyv, a Codec Euricianus megfogalmazója volt. A jogtörténelem dicsérettel emlékezik meg a gót királyról, aki, hogy római alattvalóinak hajlamát megnyerje,  törvénykönyvet szerkesztette számukra: Alarik felállított egy bizottságot, amely kivonatot készített a római törvényekből és császári rendeletekből. Ez főképp a rómaiak és germánok közötti viszonyt kívánta rögzíteni: 506-ban látott napvilágot a Lex Romana Visigothorum, más néven a Breviarium Alaricianum (A nyugati gótok római törvényei). A törvénykönyv Dél-Franciaországban sokáig hatályban maradt.
II. Alarik ezen kívül fegyveres támogatást nyújtott a keleti gótoknak, valamint a burgundoknak, és tovább növelte hispániai birtokait. 502-ben visszaverte a frank támadásokat. Ám I. Klodvig frank király a vizigótok arianizmusát ürügyül felhasználva háborút robbantott ki. 507-ben a gótokra vereséget szenvedtek a vouilléi csatában (Campus Vogladensisnél). A menekülő Alarikot állítólag maga Klodvig érte utol és ölte meg. Halálával a frankok bekebelezték a nyugati gót birodalom galliai részeit (Septimania kivételével). A trónon idősebb (de törvénytelen) fia, Gesalech követte.

## Családja
Felesége Theudigotha, a keleti gót király, Nagy Theuderik leánya volt. Fiuk, Amalarich 511 és 531 között uralkodott.